# Dolores (Östra Samar)
Dolores (Bayan ng Dolores) är en kommun i Filippinerna. Kommunen ligger på ön Samar, och tillhör provinsen Östra Samar. Folkmängden uppgår till 32 812 invånare.

## Barangayer
Dolores är indelat i 46 barangayer.
| - Aroganga - Magongbong - Buenavista - Cabago-an - Caglao-an - Cagtabon - Dampigan - Dapdap - Del Pilar - Denigpian - Gap-ang - Japitan - Jicontol - Hilabaan - Hinolaso - Libertad | - Magsaysay - Malobago - Osmeña - Barangay 1 (Pob.) - Barangay 10 (Pob.) - Barangay 11 (Pob.) - Barangay 12 (Pob.) - Barangay 13 (Pob.) - Barangay 14 (Pob.) - Barangay 15 (Pob.) - Barangay 2 (Pob.) - Barangay 3 (Pob.) - Barangay 4 (Pob.) - Barangay 5 (Pob.) - Barangay 6 (Pob.) | - Barangay 7 (Pob.) - Barangay 8 (Pob.) - Barangay 9 (Pob.) - Rizal - San Isidro (Malabag) - San Pascual - San Roque - San Vicente - Santa Cruz - Santo Niño - Tanauan - Villahermosa - Bonghon - Malaintos - Tikling |